# Agropyropsis
Agropyropsis là một chi thực vật có hoa trong họ Hòa thảo (Poaceae).

## Loài
Chi Agropyropsis gồm các loài: